# 사파타반도

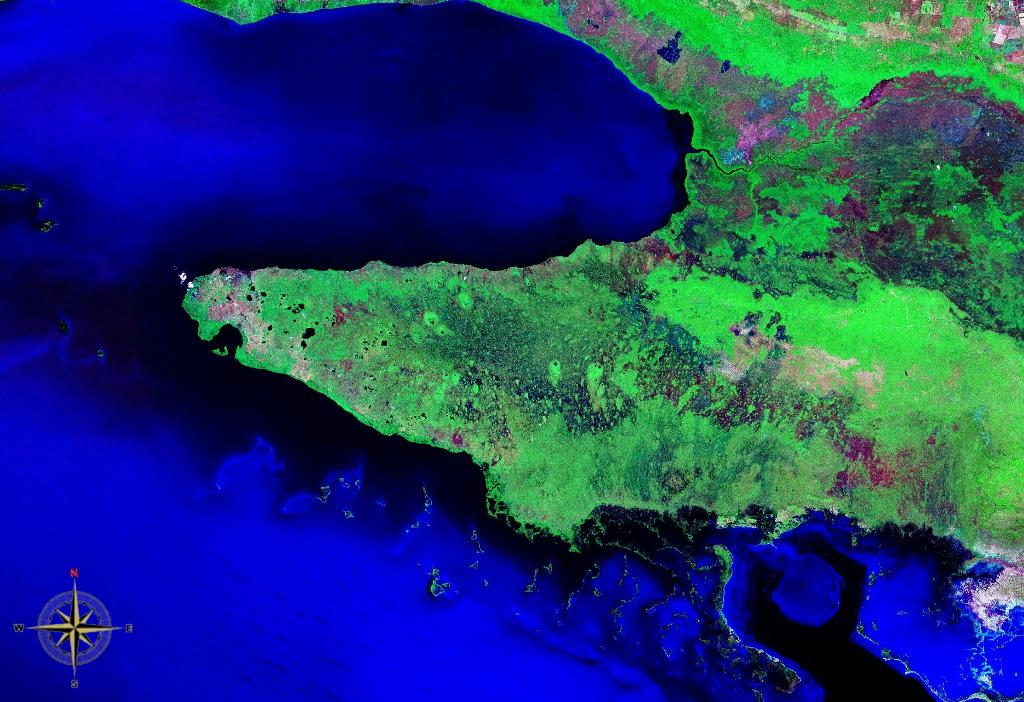

사파타반도(스페인어: Península de Zapata)는 쿠바 서부 마탄사스주의 남쪽 해안에 있는 커다란 반도이다. 사파타 늪지 국립 공원이 있다.
바타바노만의 동쪽, 엔세나다 데 라 브로아의 남쪽, 케손만의 북쪽에 있으며, 동쪽은 피그스만으로 끝난다.